# Kerčský poloostrov
Kerčský poloostrov (ukrajinsky Керченський півострів – Kerčenskyj pivostriv; rusky Керченский полуостров – Kerčenskij poluostrov; krymskotatarsky Keriç yarımadası) je nejvýchodnější část poloostrova Krym, okupovaného ukrajinského území kontrolovaného od Krymské krize v roce 2014 Ruskou federací. Na východě jej dělí Kerčský průliv od ruského Tamaňského poloostrova, na severu jej omývá Azovské moře a na jihu Černé moře. Na západě je Kerčský poloostrov spojen se zbytkem Krymu zhruba 17 kilometrů širokou Akmanajskou šíjí, na kterou je také připojen jižní konec Arabatské kosy. Na délku má Kerčský poloostrov 90 km, na šířku 52 km, jeho plocha činí 3027 km² a začátkem třetího tisíciletí na něm žilo přes dvě stě tisíc obyvatel.
Ze správního hlediska patří Kerčský poloostrov do Autonomní republiky Krym, v rámci které na něm leží na západě bezokresní město Kerč a zbytek poloostrova patří do Leninského rajónu, ve kterém leží města Ščolkine a Lenine. Z východu na západ vede přes Kerčský poloostrov dálnice M 17, která dále pokračuje přes Feodosiji, Džankoj a Kalančak do Chersonu.

## Dějiny
Ve starověku patřil Kerčský poloostrov k Bosporské říši a rod Archeanaktovců přes něj nechal vybudovat obranný val.
Za druhé světové války se v letech 1941 až 1942 na Kerčském poloostrově odehrávaly boje zejména v rámci Kerčsko-feodosijské operace, Kerčsko-eltigenské a Krymské operace.